# Stazione di Fontainebleau-Avon
La stazione di Fontainebleau-Avon (in francese Gare de Fontainebleau - Avon) è una stazione ferroviaria della linea Parigi-Marsiglia. Posta in place de la Gare ad Avon, serve anche la limitrofa cittadina di Fontainebleau.

## Storia
La stazione fu messa in servizio il 3 gennaio 1849 come parte del segmento Melun-Montereau-Fault-Yonne. Il fabbricato viaggiatori fu progettato dall'architetto François-Alexis Cendrier. Fu ampliata e rimaneggiata nel 1937.

## Movimenti
La stazione è servita dai treni regionali TER Bourgogne-Franche-Comté e da quelli suburbani della linea R del Transilien.